# Anelosimus chonganicus
Anelosimus chonganicus là một loài nhện trong họ Theridiidae.
Loài này thuộc chi Anelosimus. Anelosimus chonganicus được Chuandian Zhu miêu tả năm 1998.